# 津山東町 (岡山県苫田郡)
津山東町（つやまひがしちょう）は、岡山県苫田郡にあった町。
現在の津山市川崎、野介代、林田に当たる。
ここでは現在の津山市東津山地区についても扱う。

## 沿革
- 1889年6月1日 - 町村制施行に伴い、東南条郡川崎村、野介代村、林田村が合併し、林田村となる。大字川崎に役場を置く。
- 1900年4月1日 - 東南条郡が東北条郡、西西条郡、西北条郡と合併し、苫田郡となる。
- 1923年4月1日 - 苫田郡林田村が町制・改称、津山東町となる。
- 1929年2月11日 - 苫田郡津山町、院庄村、西苫田村、二宮村、久米郡福岡村と合併・市制により、津山市となる。

## 東津山地区
津山東町の範囲を以って東津山地区と呼んでいる。ただし大字林田のみ別に林田地区と扱う場合もあるが、ここでは前者の定義に関して述べる。小学区は林田小以外に、東小、鶴山小にも跨る。中学校は津山東中学区と中道中学区に分かれる。

### 隣接自治体・地区
- 津山市河辺地区
- 津山市城東地区
- 津山市高野地区
- 津山市西苫田地区
- 津山市東苫田地区
- 津山市福岡地区

### 地区の地名
- 川崎
- 野介代
- 林田

### 人口
7537人（2019年1月1日現在、住民基本台帳による、津山市調べ）。地名ごとの人口については各地名記事を参照。

### 教育

#### 幼稚園
- 津山市立東幼稚園

#### 保育園
- 城東保育園
- 林田保育園
- 東津山保育園

#### 学校
- 津山市立林田小学校[要出典]

## 交通

### 鉄道
- JR姫新線 / 因美線 : 東津山駅

### 道路
廃止当時は未完成。

#### 高速道路
地区内にIC、SA等はない。中国自動車道は通過のみ。

#### 国道
- 国道53号

#### 県道
- 主要地方道
地区内を走る主要地方道なし
- 一般県道
  - 岡山県道394号大篠津山停車場線
  - 岡山県道452号小原船頭線（県道394号との重複区間）

## 河川・山岳

### 河川
- 吉井川
- 加茂川
- 宮川
- 後川
- 逆川

## 名所・旧跡・観光スポット・祭事・催事

### 祭事
- 津山まつり（10月第3・4土日）

## 寺院・神社

### 神社
- 大隈神社（林田）
- 八幡神社（川崎）
- 日吉神社（川崎）